# Theme Park World
Theme Park World es un videojuego desarrollado por Bullfrog Productions, y lanzado por Electronic Arts en 1999, que tiene como objetivo el crear un parque de atracciones para niños, cuidando tanto el aspecto económico de su gestión, como la satisfacción de sus visitantes. 

## Los Mundos
Existen cuatro tipos de parques para desbloquear y construir, conocidos como Mundos:
- El Reino Perdido: Ambientado en una jungla con castillos Aztecas y dinosaurios. Junto a El Mundo de Halloween son los primeros mundos que se pueden elegir al comienzo del juego.
- El Mundo de Halloween: Inspirado en Halloween con casas embrujadas y fantasmas. Como El Reino Perdido, sólo necesita una Llave de Oro para desbloquearse.
- El País de las Maravillas: Parque de fantasía, con pastos verdes, abejas y setas. Se necesitan tres Llaves de oro para desbloquear este mundo.
- La Zona Espacial: Una temática futurista con naves espaciales y extraterrestres. Se requieren cinco Llaves de Oro para desbloquear este mundo.

En cada parque hay juegos diferentes de acuerdo a su temática. El usuario tiene la posibilidad de cambiar los nombres de su parque.